# 3-Phosphoglycerinsäure
D-3-Phosphoglycerinsäure (auch D-3-Phosphoglycerat) ist ein Intermediat der Gluconeogenese und der Glycolyse sowie Endpunkt eines ihrer Nebenwege, des Rapoport-Luebering-Zyklus. Es entsteht durch die reversible Reaktion von D-1,3-Biphosphoglycerinsäure und Adenosindiphosphat (ADP) zu Adenosintriphosphat (ATP) und D-3-Phosphoglycerinsäure. Katalysiert wird diese Reaktion durch die Phosphoglyceratkinase. Die Phosphoglyceratmutase wandelt es zu D-2-Phosphoglycerinsäure um.
D-3-Phosphoglycerinsäure ist auch ein Zwischenprodukt des Calvin-Zyklus:
Die Fixierung von Kohlenstoffdioxid geschieht durch Carboxylierung von D-Ribulose-1,5-bisphosphat zu einem instabilen Zwischenprodukt, das rasch zu zwei Molekülen D-3-Phosphoglycerinsäure hydrolysiert wird. Diese Reaktion wird von der Ribulose-1,5-bisphosphat-Carboxylase (kurz: Rubisco) katalysiert. D-3-Phosphoglycerinsäure reagiert weiter unter Verbrauch eines Moleküls ATP pro Molekül D-3-Phosphoglycerinsäure zu D-1,3-Biphosphoglycerinsäure. Diese reagiert weiter zu D-Glycerinaldehyd-3-phosphat, aus dem schließlich energiereiche Verbindungen wie z. B. D-Glucose gebildet werden können.
Außerdem stellt D-3-Phosphoglycerinsäure eine wichtige Vorstufe zur Biosynthese der Aminosäuren L-Serin, L-Cystein und Glycin dar.
Das Enantiomer L-3-Phosphoglycerinsäure hat keine biologische Bedeutung.